# Буряк, Дмитрий Васильевич
Дми́трий Васи́льевич Буря́к (род. 5 июня 1987, Ангарск, Иркутская область) — российский легкоатлет, специалист по бегу на короткие дистанции. Выступал за сборную России по лёгкой атлетике во второй половине 2000-х — первой половине 2010-х годов, чемпион Универсиады в эстафете 4 × 400 метров, победитель и призёр первенств национального значения, рекордсмен страны в нескольких эстафетных дисциплинах. Представлял Иркутскую область. Мастер спорта России международного класса.

## Биография
Дмитрий Буряк родился 5 июня 1987 года в Ангарске, Иркутская область. Окончил Ангарскую государственную техническую академию, где учился на факультете технической кибернетики.
Занимался лёгкой атлетикой в Иркутске, проходил подготовку под руководством тренеров Альберта и Надежды Потаповых.
Впервые заявил о себе на международном уровне в сезоне 2005 года, когда вошёл в состав российской национальной сборной и побывал на юниорском европейском первенстве в Каунасе, откуда привёз награду серебряного достоинства, выигранную в эстафете 4 × 400 метров.
В 2006 году в той же дисциплине выиграл серебряную медаль на юниорском мировом первенстве в Пекине.
Будучи студентом, представлял страну на летней Универсиаде в Бангкоке, где взял бронзу в индивидуальном беге на 400 метров и в эстафете 4 × 400 метров.
В 2008 году на зимнем чемпионате России в Москве стал серебряным призёром в беге на 200 метров и в эстафете 4 × 200 метров (в эстафете после дисквалификации команды Свердловской области впоследствии переместился на первую позицию).
В 2010 году одержал победу в беге на 400 метров на зимнем чемпионате России в Москве, показав при этом один из самых быстрых результатов в истории страны — 46,21. Позже принял участие в чемпионате мира в помещении в Дохе.
В 2011 году на чемпионате Европы в помещении в Париже был четвёртым в беге на 400 метров и в эстафете 4 × 400 метров, победил в эстафете на командном чемпионате Европы в Стокгольме и на Универсиаде в Шэньчжэне.
В 2012 году на чемпионате России по эстафетному бегу в Адлере выиграл золотую медаль в шведской эстафете 400 + 300 + 200 + 100 метров.
В 2013 году в эстафете 4 × 400 метров занял второе место на командном чемпионате Европы в Гейтсхеде, победил на Универсиаде в Казани.
В 2014 году чемпионате России по эстафетному бегу в Адлере был лучшим в дисциплине 800 + 400 + 200 + 100 метров. Повторил это достижение на аналогичных соревнованиях в 2015 и 2016 годах.
За выдающиеся спортивные достижения удостоен почётного звания «Мастер спорта России международного класса».